# Hunds-Straußgras
Das Hunds-Straußgras (Agrostis canina), auch Sumpf-Straußgras genannt, ist eine Pflanzenart der Straußgräser (Agrostis) in der Familie der Süßgräser (Poaceae). Es ist eine Pionierpflanze an Ufern, in Flachmooren und auf abgetorften Böden.

## Beschreibung

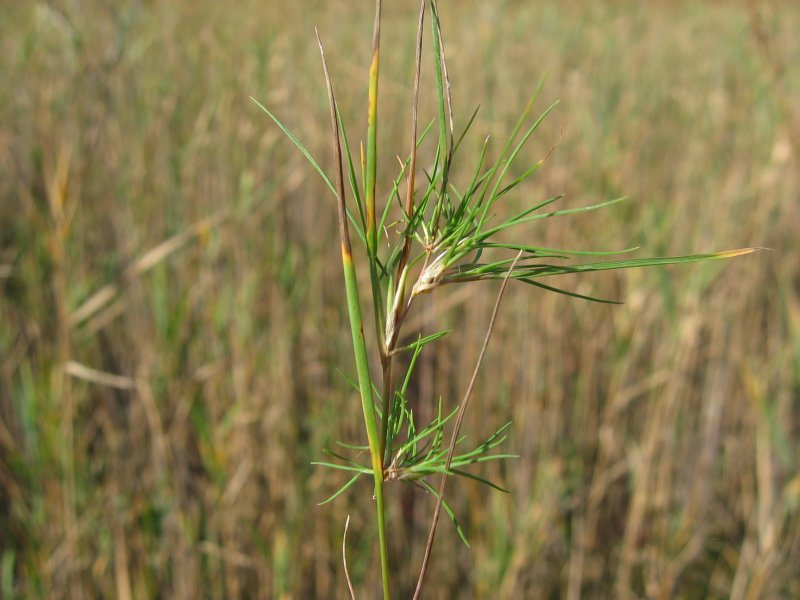
Blattbüschel

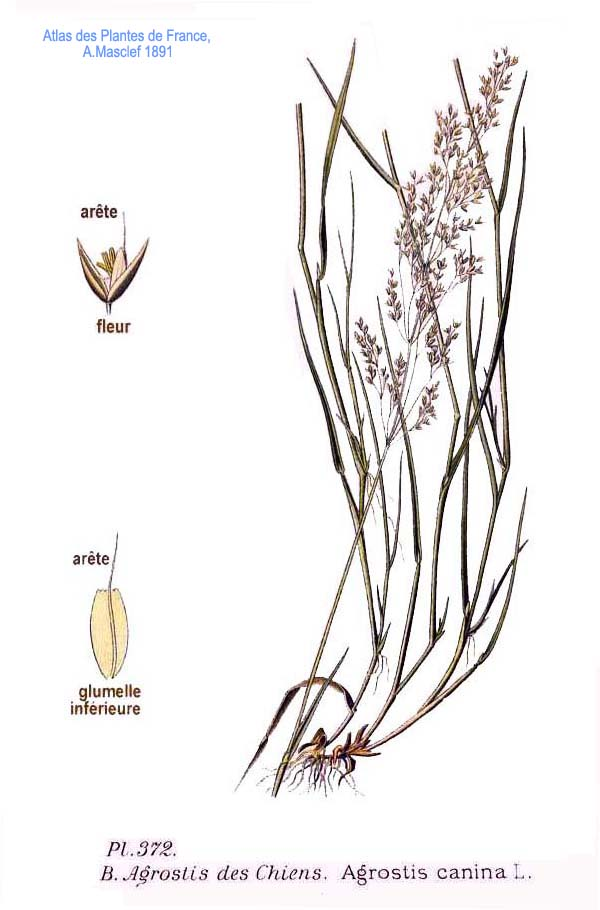
Illustration

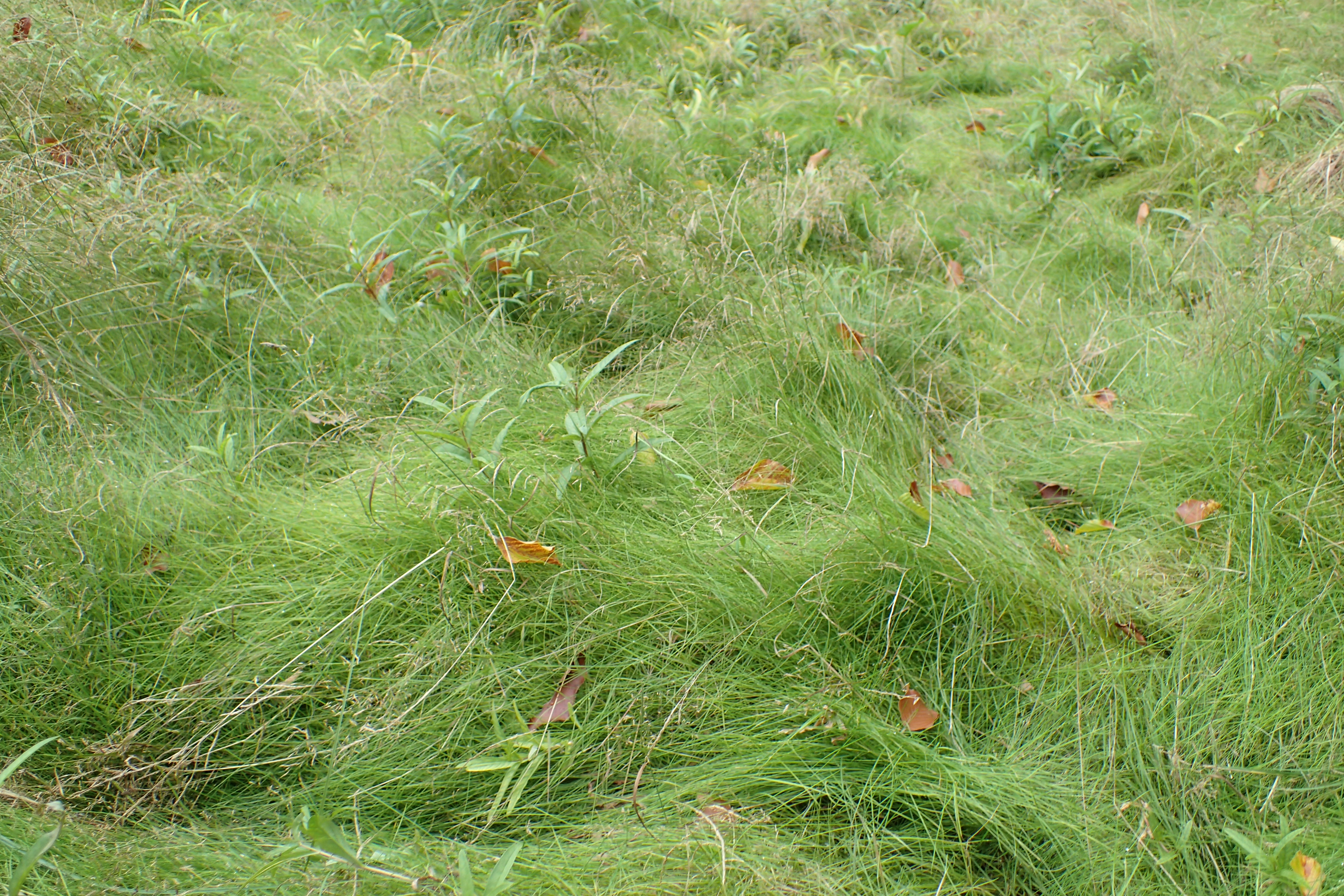
Dichter Bestand

### Vegetative Merkmale
Das Hunds-Straußgras ist eine ausdauernde krautige Pflanze und erreicht Wuchshöhen von 15 bis 75 Zentimetern. Es bildet blaugrüne Rasen und hat lange oberirdische Kriechsprossen mit vollständig ausgebildeten Blättern, an den Knoten werden Wurzeln und Blattbüschel gebildet. Man findet keine unterirdischen Ausläufer. Die kahlen Halme besitzen drei bis sechs Knoten (Nodien). Die Blatthäutchen bilden einen 2 bis 4 Millimeter langen, häutigen Saum. Die einfache Blattspreite ist 3 bis 15 Zentimeter lang und 1 bis 2 Millimeter breit.

### Generative Merkmale
Die Blütezeit reicht von Juni bis August.
Der rispige Blütenstand ist 4 bis 15 Zentimeter lang und bis zu 7 Zentimeter breit. Drei bis sieben Seitenäste gehen in Büscheln von der Hauptachse ab. Die Ährchen sind einblütig und 1,8 bis 2,5 Millimeter lang. Die Hüllspelzen sind einnervig, etwa gleich lang wie die Ährchen, wobei die obere etwas kürzer als die untere ist. Die Deckspelze ist fünfnervig, glatt, kahl und ist bei einer Länge von 1,5 bis 1,8 Millimetern breit-lanzettlich. Die gekniete Granne ist 2 bis 4,5 Millimeter lang. Die Vorspelze ist 0,3 bis 0,4 Millimeter lang. Die Staubbeutel sind 1 bis 1,5 Millimeter lang.
Die Frucht etwa 1,2 Millimeter lang.
Die Chromosomenzahl beträgt 2n = 14.

## Ähnliche Arten
Das Hunds-Straußgras unterscheidet sich vom Schmalrispigen Straußgras (Agrostis vinealis) und auch anderen Grasarten mit kurzen Grannen und kurzen Vorspelzen durch die belaubten Kriechsprosse und die langen Staubblätter.

## Verbreitung und Standortansprüche
Das Hunds-Straußgras ist in den gemäßigten Gebieten Eurasiens weitverbreitet. Es kommt ursprünglich von Europa bis China und Korea vor. Da es auch für Rasen verwendet wird, wurde es in andere gemäßigte Gebiete eingeführt. In Europa kommt es in fast allen Ländern vor und fehlt nur in Lettland und Nordmazedonien. In Algerien kommt es eingeschleppt vor.
Das Hunds-Straußgras bildet in Mitteleuropa stellenweise dichte Bestände und ist von der Ebene bis in die Gebirge verbreitet. Es steigt in Graubünden am Stazersee im Stazerwald bis in eine Höhenlage von 1820 Meter auf.
Die ökologischen Zeigerwerte nach Landolt et al. 2010 sind in der Schweiz: Feuchtezahl F = 4w+ (sehr feucht aber stark wechselnd), Lichtzahl L = 4 (hell), Reaktionszahl R = 2 (sauer), Temperaturzahl T = 3+ (unter-montan und ober-kollin), Nährstoffzahl N = 2 (nährstoffarm), Kontinentalitätszahl K = 2 (subozeanisch), Salztoleranz = 1 (tolerant).
Man findet es in Flach- und Quellmooren, auf nassen Wiesen und Wegen, in Bruchwäldern, auf Schlammböden abgelassener Teiche und an der Küste in grasigen Dünentälern. Es gedeiht auf sickernassen und staunassen, nährstoffarmen und kalkarmen, mäßig sauren, modrig-torfig-humosen Tonböden oder Sumpfhumus- oder Sandböden. Es kommt in initialen Gesellschaften des Verbands Caricion fuscae oder in denen der Ordnung Scheuchzerietalia vor.

## Systematik und Verbreitung
Die Erstveröffentlichung von Agrostis canina erfolgte 1753 durch Carl von Linné in Species Plantarum, Tomus I, Seite 62.
Das Hunds-Straußgras ist in den gemäßigten Gebieten Eurasiens weitverbreitet.
Je nach Autor gibt es keine oder wenige Unterarten:
- Agrostis canina subsp. aspromontana Brullo, Scelsi & Spamp.: Sie wurde 2001 aus Italien erstbeschrieben.[5] Sie wird als Synonym von Agrostis canina L. betrachtet.[4]
- Agrostis canina L. subsp. canina
- Agrostis canina subsp. granatensis Romero García, Blanca & C.Morales: Sie kommt nur in Spanien vor.[5] Sie wird als Synonym von Agrostis canina L. betrachtet.[4]

## Trivialnamen
Für das Hunds-Straußgras sind oder waren, zum Teil auch nur regional, auch die Bezeichnungen Jägerbart (Oldenburg), Rechgras (Bern) und Straußgras gebräuchlich.